# Aritzo
Aritzo – miejscowość i gmina we Włoszech, w regionie Sardynia, w prowincji Nuoro. Graniczy z Arzana, Belvì, Desulo, Gadoni, Laconi, Meana Sardo i Seulo.
Według danych na rok 2019 gminę zamieszkiwało 1256 osób, 17 os./km².